# Patryk Pniewski
Patryk Pniewski (ur. 30 lipca 1991 w Płocku) – polski aktor telewizyjny i filmowy.

## Życiorys
W 2016 ukończył studia na Wydziale Aktorskim Akademii Sztuk Teatralnych w Krakowie – filia we Wrocławiu. W czasie studiów grał w musicalu Joplin w Teatrze Muzycznym „Capitol” we Wrocławiu, który swą premierę miał 22 marca 2014.
Rozpoznawalność przyniosły mu role w serialach: Pierwsza miłość i Barwy szczęścia.
W 2015 był uczestnikiem czwartej edycji programu rozrywkowego Polsatu Dancing with the Stars. Taniec z gwiazdami.

## Filmografia
- 2012–2020, 2024- : Pierwsza miłość – Krystian Domański
- 2013: To tylko komedia – Jan Ziembicki
- 2013: Komisarz Alex – uczeń Jasiek (odc. 49)
- 2014: Przyjaciółki – nastolatek (odc. 30)
- 2015: Ojciec Mateusz – Paweł Grozdek (odc. 167)
- 2016: O mnie się nie martw – Maciej Tataj (odc. 43)
- 2016: Belfer (serial telewizyjny) – Łukasz Tarczyński (odc. 1-3, 5-10)
- 2017: Ultraviolet (serial telewizyjny) – Daniel, syn Brodzkiego (odc. 3)
- 2017: Serce miłości – kelner
- od 2017 do 2022: Barwy szczęścia – piłkarz Józef Sałatka
- 2019: Kobiety mafii 2 – Adaś
- 2020–2021: Zakochani po uszy – Tymon Majewski
- 2020: Komisarz Alex – Marek Zarzycki (odc. 181)
- 2022: Uwierz w Mikołaja – obsada aktorska

## Teledyski
- 2016: Cleo – „Wolę być”
- 2016: Cleo – „N-O-C”